# Saint-Gervais-des-Sablons
Saint-Gervais-des-Sablons è un comune francese di 67 abitanti situato nel dipartimento dell'Orne nella regione della Normandia.

## Società

### Evoluzione demografica
Abitanti censiti